# Kolumbijska Partia Liberalna
Kolumbijska Partia Liberalna (hiszp. Partido Liberal Colombiano) – partia polityczna założona w 1848 r. w Kolumbii. Ze względu na prezentowany przez tę partię program jest ona zaliczana do partii socjaldemokratycznych. Wspólnie z Kolumbijską Partią Konserwatywną rządziła 50 lat. Obecnie przewodniczącym partii jest Cesar Gaviria Trujillo. Obecnie jest najliczniejszym ugrupowaniem w izbie reprezentantów i tworzy rząd współpracujący z lewicowym prezydentem Gustavo Petro.

## Okres walk wewnętrznych
W dniu 9 kwietnia 1948 roku na inauguracyjnym posiedzeniu Organizacji Państw Amerykańskich w stolicy kraju, zamordowany został jeden z liderów liberałów, Jorge Eliécer Gaitán. Morderstwo to doprowadziło do wybuchu zamieszek zwanych jako bogotazo. Konserwatywny rząd prezydenta Laureano Gómeza rozpoczął przeciwko liberałom represje które zmieniły się w wojnę domową w której z liberalnymi i komunistycznymi partyzantami starły się milicje konserwatywne.

## Scena polityczna
Proces demokratyzacji Kolumbii rozpoczął się w 1958 r. po upadku reżimu wojskowego. Wtedy też ukształtowała się scena polityczna, która została zdominowana przez dwie partie polityczne:
- Kolumbijska Partia Liberalna,
- Kolumbijska Partia Konserwatywna

Obie te partie stworzyły razem Front Narodowy, który stał się platformą do rozstrzygania konfliktów politycznych. W miejsce dotychczasowego reżimu powstał rządzący Front Narodowy do 1978 roku, który nie dopuszczał do wyborów innych partii oprócz liberałów i konserwatystów. Taki układ doprowadził do zamrożenia sceny politycznej, gdyż partie umawiały się między sobą w zakresie obsadzania stanowisk, prowadzenia wspólnej polityki (kooperacja zamiast rywalizacji). Od połowy lat `70 coraz większe poparcie zaczęły zyskiwać inne partie.
Układ dwupartyjny w Kolumbii charakteryzował się swoistymi cechami, które nie do końca kojarzą się z klasyczną rywalizacją dwupartyjną. Jedna z partii wyraźnie dominowała w polityce kraju (Partia Liberalna) a mniejszej nigdy nie udało się zdystansować rywala (Partia Konserwatywna) jeżeli chodzi o siłę parlamentarną. Jest więc wyraźnie zaznaczona asymetria siły i wpływów. Nie występowała regularna alternacja władzy między partiami a dość częstym przypadkiem było tworzenie przez obie partie gabinetów koalicyjnych. Obie partie są wewnętrznie podzielone i niezdyscyplinowane, co czasem utrudnia pracę prezydenta, który nie był pewny poparcia dla swojej polityki.
W wyborach z 2006 roku Liberałowie chociaż mieli najwięcej miejsc w izbie niższej i zaledwie o 4 i 2 mniej niż wyprzedzające ich partie w Senacie to byli zmuszeni przejść do opozycji wobec prezydenckiej Społecznej Partią Jedności Narodowej, Kolumbijskiej Partii Konserwatywnej i Radykalnej Zmiany. Wybory z roku 2010 tylko powiększyły przewagę sił prezydenckich (najwięcej miejsc w Izbie Reprezentantów – SPJN, drudzy konserwatyści, trzeci liberałowie a w senacie zwycięstwo konserwatystów przed SPJN i liberałami). Obecnie Liberałowie nie wchodzą w skład rządzącej koalicji.

## Założenia programowe
- poszanowanie godności ludzkiej i praw osobistych, ekonomicznych i politycznych,
- państwo i gospodarka mają za zadanie służyć wszystkim ludziom, gdyż rozwój gospodarczy jest zasługą wszystkich obywateli,
- racjonalizacja kosztów ponoszonych przez gospodarstwa domowe,
- popieranie rozwoju miast i wsi, industrializacji,
- popieranie rozwoju, nauki, badań, technologii, itd.,
- rozwiązywanie konfliktów, także tych etnicznych poprzez porozumienia,
- wspieranie dążenia osób młodych do uczestnictwa w życiu publicznym i politycznym.
- tolerancja,

## Wybór lidera
Narodowy Kongres Partii składający się przedstawicieli partii w regionach desygnuje ze swojego grona 10 członków “elektorów”, którzy wybierają z wcześniej zaproponowanych kandydatów Dyrektora Partii na szczeblu narodowym oraz Przedstawicielstwo partii.

## Źródła finansowania
- budżet państwa (do 20% ogólnych dochodów partii za każdego kandydata startującego w kampanii),
- osoby fizyczne,
- osoby prawne,
- działalność własna,
- kredyty bankowe na finansowanie działalności.

## Przynależność do organizacji
- Międzynarodówka Socjalistyczna,
- Konferencja Partii Politycznych Ameryki Łacińskiej i Karaibów,